# Dossenus guapore
Dossenus guapore is een spinnensoort in de taxonomische indeling van de Trechaleidae.
Het dier behoort tot het geslacht Dossenus. De wetenschappelijke naam van de soort werd voor het eerst geldig gepubliceerd in 2007 door E. L. C. Silva, A. A. Lise & J. E. Carico.